# Роско (тауншип, Миннесота)
Роско (англ. Roscoe) — тауншип в округе Гудхью, Миннесота, США. На 2000 год его население составило 784 человека.

## География
По данным Бюро переписи населения США площадь тауншипа составляет 92,6 км², из которых 92,6 км² занимает суша, a вода составляет 0,03 %.

## Демография
По данным переписи населения 2000 года здесь находились 784 человека, 258 домохозяйств и 222 семьи.  Плотность населения —  8,5 чел./км².  На территории тауншипа расположено 265 построек со средней плотностью 2,9 построек на один квадратный километр. Расовый состав населения: 99,36 % белых, 0,26 % афроамериканцев, 0,13 % коренных американцев и 0,26 % азиатов.
Из 258 домохозяйств в 44,6 % воспитывались дети до 18 лет, в 80,2 % проживали супружеские пары, в 2,3 % проживали незамужние женщины и в 13,6 % домохозяйств проживали несемейные люди. 11,2 % домохозяйств состояли из одного человека, при том 3,5 % из — одиноких пожилых людей старше 65 лет. Средний размер домохозяйства — 3,04, а семьи — 3,30 человека.
31,8 % населения — младше 18 лет, 6,8 % — в возрасте от 18 до 24 лет, 28,1 % — от 25 до 44, 25,1 % — от 45 до 64, и 8,3 % — старше 65 лет. Средний возраст — 37 лет. На каждые 100 женщин приходилось 114,8 мужчин.  На каждые 100 женщин старше 18 приходилось 105,0 мужчин.
Средний годовой доход домохозяйства составлял 56 719 долларов, а средний годовой доход семьи —  59 167 долларов. Средний доход мужчин —  35 909  долларов, в то время как у женщин — 25 469. Доход на душу населения составил 20 472 доллара. За чертой бедности находились 2,6 % семей и 3,1 % всего населения тауншипа, из которых 3,5 % младше 18 и 3,0 % старше 65 лет.